# Kargacz (rejon czerepowiecki)
Kargacz (ros. Каргач) – wieś w Rosji, w rejonie czerepowieckim obwodu wołogodzkiego. W 2010 liczyła 11 mieszkańców.